# ایزانو
ایزانو (به ایتالیایی: Izano) یک کومونه در ایتالیا است که در استان کریمونا واقع شده‌است. ایزانو ۶٫۳ کیلومتر مربع مساحت و ۱٬۸۶۲ نفر جمعیت دارد.